# The Mystic
The Mystic è un film muto drammatico del 1925 diretto da Tod Browning.

## Trama
Zara, Zazarack e Michael Nash uniscono i loro sforzi per impadronirsi del patrimonio di Doris, una ricca ereditiera. I tre, una zingara ladra, un soldato confederato e il tutore della ragazza, confezionano un testamento falso per mettere le mani sul denaro dell'eredità. Dopo aver organizzato una falsa seduta spiritica, riescono a turlupinare la giovane e ingenua Doris. Michael, però, viene preso dai rimorsi di coscienza e le restituisce il denaro. Zara, rimandata dalla polizia in Ungheria, viene raggiunta nel suo paese da Michael, ormai innamorato di lei.

## Produzione
il film, prodotto dalla MGM, venne girato dall'8 aprile all'11 maggio 1925.

## Distribuzione
Distribuito dalla MGM, il film uscì nelle sale statunitensi il 30 agosto 1925.

### Date di uscita
IMDb
- USA	30 agosto 1925	 (New York City, New York)
- USA	27 settembre 1925
- Finlandia	6 dicembre 1926
- Portogallo	18 gennaio 1928

Alias
- A Filha do Cigano	Portogallo